# Isla de Saltes
Isla de Saltes är en ö i Spanien.   Den ligger i provinsen Provincia de Huelva och regionen Andalusien, i den sydvästra delen av landet, 500 km sydväst om huvudstaden Madrid. Arean är 8,6 kvadratkilometer.
Terrängen på Isla de Saltes är mycket platt. Öns högsta punkt är 9 meter över havet. Den sträcker sig 6,1 kilometer i nord-sydlig riktning, och 5,2 kilometer i öst-västlig riktning.